# Paphiopedilum armeniacum
Espèce
Classification phylogénétique
Statut de conservation UICN

 EN A4c : En danger
Statut CITES
Paphiopedilum armeniacum est une espèce de plantes à fleurs appartenant à la famille des Orchidaceae (les orchidées). C'est une espèce en danger car beaucoup récoltée dans la nature depuis sa découverte en 1982.

## Description
Paphiopedilum armeniacum développe un ou plusieurs rhizomes rampants, minces et allongés. Les 5 à 7 feuilles marbrées sont allongées et ovale, mesurant 6 à 15 cm de long par 2-2,5 cm de large. La bordure de la feuille est finement crénelée. Le dessus de la feuille est tacheté de bleu-vert pâle et foncé. Le dessous de la feuille est densément parsemé de pourpre. Les feuilles sont épaisses et présentent une texture semblable à celle du cuir.
La tige mesure de 15 à 28 cm de haut et elle est recouverte d'un duvet brun. Elle porte une seule fleur jaune abricot à jaune doré et relativement grosse par rapport au plant lui-même. Des veines marron-pourpre parcourent le staminode. La fleur mesure de 6 à 11 cm de diamètre. Le sépale dorsal est ové, 2,2-4,8 cm de long par 1,4-2,2 cm de large, pubescent à la base et à l’apex. Les pétales sont largement ovés, mesurant 2,8-5,3 cm de long par 2,5-3,0 cm de large.
Le label est globuleux, mesurant 4-5 cm de long par 2,5-3 cm de large. Le label jaune est tacheté de rangés de points bruns à l’intérieur, au fond. Paphiopedilum armeniacum fleurit de février à avril.

## Distribution
Cette plante se rencontre dans le Sud-Ouest de la République populaire de Chine, dans la province du Yunnan, et en Birmanie.

## Habitat
Paphiopedilum armeniacum est une plante terrestre ou lithophyte, formant des groupes de plants sous les bosquets. Elle pousse sur le roc calcaire, recouvert d’une mince couche de terre, à l’ombre, dans les endroits bien drainés. Les racines s’enfoncent peu profondément dans l’humus (entre 1 et 2 cm), préférant pousser à l’horizontale. Cette caractéristique fait de Paphiopedilum armeniacum une plante facile à récolter dans la nature du fait de sa faible adhérence au sol. Elle pousse en montagne entre 1 700 et 2 150 m d'altitude et sur des pentes pouvant aller de 60 à 70°. Durant la journée, le soleil réchauffe l’air au pied de la montagne. L’air ainsi chauffé s’élève et crée une brise de montagne.
L’humidité dans l’environnement naturel de cette plante se situe entre 12 % le jour, à 100 % durant la nuit. Durant l’hiver, à ces endroits, il peut parfois neiger. Paphiopedilum armeniacum accepte de forts écarts de température, de 0,2 à 0,6 °C la nuit et jusqu'à 31-38 °C en journée. Elle supporte le soleil direct.
Dans son habitat naturel, la plante subit une période de sécheresse. En culture, il peut être bénéfique de lui laisser une période de repos en l’arrosant moins souvent et de la placer dans un large pot afin d'accommoder le long rhizome.

## Nomenclature et systématique

### Variétés
Selon World Checklist of Selected Plant Families (WCSP) (28 janv. 2012) :
- Paphiopedilum armeniacum var. mark-fun Fowlie, Orchid Digest 51: 205 (1987), contrary to Art. 23.6 ICBN (1983).
- Paphiopedilum armeniacum var. markii O.Gruss, Orchidee (Hamburg) 48: 215 (1997).
- Paphiopedilum armeniacum var. parviflorum Z.J.Liu & J.Yong Zhang, Acta Phytotax. Sin. 39: 459 (2001).
- Paphiopedilum armeniacum var. undulatum Z.J.Liu & J.Yong Zhang, Acta Phytotax. Sin. 39: 458 (2001).